# Carina
Carina je porez na uvoznu robu i važna je u vanjskotrgovinskoj razmjeni. Imala je značajnu ulogu prije 1. svjetskog rata, a od 1945. svakim se danom smanjuje uloga carina.
Spada u granične jedinice.

## Zakonski okvir carina
Carine su uređene s trima (3) zakonima :
1. Carinski zakon → opće odrednice vezane uz sam postupak naplate.
2. Zakon o carinskoj tarifi → popis svih roba i stopa.
3. Zakon o carinskoj službi → određuje okvir za djelovanje službenika i carinske uprave.

## Vrste carina
Carine možemo podijeliti prema pet (5) kriterija :
- s obzirom na pravac kretanja
  1. uvozne
  2. izvozne
  3. tranzitne
- s obzirom na cilj uvođenja
  1. financijske (fiskalne) → glavni cilj je prikupiti sredstva za podmirenje javnih rashoda.
  2. ekonomske (zaštitne) → cilj je zaštiti domaće gospodarstvo, domaće proizvođače.
  3. represivne (returzivne) → one su protumjera na štetnu mjere neke druge države.
- s obzirom na način određivanja carinske obveze
  1. vrijednosne (ad valorem) → obveza se utvrđuje u postotku od vrijednosti robe.
  2. specifične → obveza se utvrđuje po mjernim jedinicama.
- s obzirom na način uvođenja carine
  1. ugovorne → u dogovoru s nekom zemljom (npr. bilateralni dogovor o uvođenju smanjenje carinske stope na određeni proizvod iz druge zemlje).
  2. autonomne → država uvodi carine po svojoj vlastitoj odluci.
- s obzirom na visinu opterećenja
  1. preferencijalne → kad se koristi niža stopa od opće.
  2. diferencijalne → kad se primjenjuje najviša stopa.

## Carinska dadžbina
Carinska dadžbina je ukupni iznos kojim se tereti određena roba koja se carini. Ona uključuje :
- carinu
- carinsku pristojbu
- carinsku ležarinu → u slučaju da roba bude uskladištena na određeno vrijeme u carinskom skladištu.

## Važni pojmovi
- carinska deklaracija → pisana izjava o robi sa svim podacima.
- carinska granica → državna granica.
- carinska tarifa → popis roba i pripadajućih stopa.
- carinska nomenklatura → klasifikacija robe unutar carinske tarife po obilježjima robe.
- carinsko skladište → prostor za skladište robe koja čeka na carinjenje.
- kontingent → max. količina robe koju smijemo uvesti.

## Poveznice
- Carinska uprava Republike Hrvatske

## Vanjske poveznice
- Carinska uprava  Arhivirana inačica izvorne stranice od 26. studenoga 2006. (Wayback Machine)